# Vượt Anh, đuổi kịp Mỹ
Vượt Anh, đuổi kịp Mỹ (giản thể: 超英赶美; phồn thể: 超英趕美; Hán-Việt: Siêu Anh cản Mỹ; bính âm: chāoyīng gǎnměi) còn dịch là vượt qua Anh và đuổi kịp Mỹ, là khẩu hiệu do Mao Trạch Đông đưa ra vào khoảng năm 1958, trong đó có hai mục tiêu là vượt Anh về sản xuất thép trong 15 năm và đuổi kịp Mỹ trong 50 năm. Thép là ưu tiên hàng đầu của khẩu hiệu này.
"Vượt Anh, đuổi kịp Mỹ"  là khẩu hiệu rất tiêu biểu trong thời kỳ Đại nhảy vọt. Khẩu hiệu này chủ yếu nhằm vào khu vực thứ cấp của nền kinh tế.
Sau nạn đói lớn ở Trung Quốc, Mao Trạch Đông đã nới lỏng thang thời gian "vượt Anh, đuổi kịp Mỹ" xuống còn hơn 100 năm trong bài phát biểu tại Hội nghị bảy ngàn cán bộ.
Cuối cùng mục tiêu đã đạt được đúng khung thời gian ban đầu. Sản lượng thép của Trung Quốc đã vượt qua Vương quốc Liên hiệp Anh vào những năm 1970 và Mỹ vào năm 1993, trở thành quốc gia sản xuất thép lớn nhất thế giới vào năm 1996.